# Jacques Autreau
Jacques Autreau, född 1657 i Paris, död 18 oktober 1745, var en fransk porträttmålare och poet. Hans självporträtt finns i musset i Versailles.

### Fotnoter
1. ↑  Jacques Autreau, British Museum person-institution thesaurus (på engelska), British Museum-ID: 17915.[källa från Wikidata]
2. ↑  Jacques Autreau, Benezit Dictionary of Artists (på engelska), Oxford University Press, 2006 och 2011, ISBN 978-0-19-977378-7, Benezit-ID: B00008916.[källa från Wikidata]
3. ↑  Artnet, Artnet konstnärs-ID: jacques-autreau, läst: 9 oktober 2017.[källa från Wikidata]
4. ↑  Union List of Artist Names, 2 november 2017, ULAN: 500074603, läs online, läst: 11 oktober 2018.[källa från Wikidata]
5. ↑  International Music Score Library Project, IMSLP-ID: Category:Autreau,_Jacques, läst: 9 oktober 2017.[källa från Wikidata]
6. ↑  Union List of Artist Names, 2 november 2017, ULAN: 500074603, läs online, läst: 25 oktober 2018.[källa från Wikidata]
7. ↑  RKDartists, RKDartists-ID: 3030, läst: 26 juni 2020.[källa från Wikidata]
8. ↑  Michael Bryan, Robert Edmund Graves, Sir Walter Armstrong · 1886. Dictionary of Painters and Engravers: Biographical and Critical.